# Grande bagnante
Grande bagnante è un dipinto a olio su tela (180x101,5 cm) realizzato tra il 1921 ed il 1922 dal pittore spagnolo Pablo Picasso. È conservato nel Musée de l'Orangerie di Parigi.
La tela riprende il dipinto La bagnante seduta in giardino di Renoir, acquistato da Picasso nel 1920.